# ヘルドニアの戦い (紀元前212年)
第一次ヘルドニアの戦い（ヘルドニアのたたかい）は、第二次ポエニ戦争中の紀元前212年にヘルドニア（現在のオルドーナ）で発生した、ハンニバル率いるカルタゴ軍と法務官（プラエトル）グナエウス・フルウィウス・フラックスの間の戦い。ローマ軍は完敗し、アプリア（現在のプッリャ州）を失った。

## 背景
紀元前216年のカンナエの戦いの勝利の後、ハンニバルはイタリア半島のローマ同盟都市にカルタゴとの同盟を結ぶように働きかけた。紀元前212年頃までにいくつかの都市国家や部族はローマから離れたが、それにはカンパニアのアテラ（en）、カラティア（en）、アプリアの一部、サムニウム人（ペントリ族を除く）、ブルッティ族（en）、ルカニ族（en）、ウゼンティ族、ヒルピニ族、コンパサ（現在のコンツァ・デッラ・カンパーニア）、マグナ・グラエキアのギリシャ人都市国家ではタレントゥム（現在のターラント）メタポントゥム（en）、クロトーン、ロクリ、加えてガリア・キサルピナ全土等が含まれる。その中で最も重要な都市は、ローマに次ぐ都市であるカプアであった。

## 開戦の原因
カプア攻略を目指していた2人の執政官アッピウス・クラウディウス・プルケルとクィントゥス・フルウィウス・フラックスはカプアでの戦闘に敗れたが、ハンニバルをカプアから引き離すために二手に分かれて撤退した。フラックスはクーマに、プルケルはルカニアに向かった。ハンニバルは迷ったが、プルケルを追撃することにし、それにシラルス川（現在のセレ川）沿いの平原で追い着いた。ここでハンニバルはローマ軍に大勝した（シラルスの戦い）。
しかしローマ軍は諦めず、執政官二人は攻城兵器を準備し再びカプアを包囲することとした。ヴォルトゥルヌス川沿いのカシリヌムに食料を集積し、また河口のヴォルトゥルヌムの防備を強化して守備兵をおいた。また制海権強化のためプテオリ（現在のポッツオーリ）にも守備兵をおいた。これら二つの港湾要塞とローマの外港であるオスティアに、サルディニアからの食料と法務官のマルクス・ユニウス・シラノがエトルリアで冬季に集めた食料を集積した。この危機的な状況の中、ハンニバルはカプアを離れることは望まなかったが、法務官グナエウス・フリウィウス・フラックスがアプリアの幾つかのカルタゴ側都市を攻撃し成功したとの連絡が届いたため、そちらに対処するためにアプリアに向かわざるを得なかった。ハンニバルはこの新しく編成されたローマ軍を殲滅する意思を固めてた。

## 戦闘
グナエウスのローマ軍18,000はヘルドニアに野営していた。グナエウスはハンニバルがアプリア向かっているとの報告を受けておらず、それを知ったのはヘルドニア近郊に接近したときであった。ハンニアルは勝利を確信した。翌日の夜、ハンニバルはローマ軍キャンプで暴動が発生しており、兵士たちがグナエウスを脅していることを知った。ハンニバルは奇襲用として軽歩兵3,000を左翼側の農場・森林に隠し、合図があれば攻撃するように命令した。続いてマゴ・サニタにヌミディア騎兵2,000を与え、ローマ兵が脱出に使いそうな野営地背後の道を押さえさせた。この5,000を除いても、カルタゴ軍の兵力はローマ軍を上回っていた。
夜の間にこのように準備を整え、翌日の早朝に出撃した。グナエウスは出撃に躊躇したが、直ぐに兵士に引きずられて出撃した。しかしローマ軍は組織的な動きができず、兵士は正面に幅広く並び、背後の防御が全くできていなかった。
戦闘が開始されると、ローマ軍はカルタゴ軍の雄たけびにすら抵抗できず、第一撃で崩れた。シラルスの戦いに敗れたマルクス・センテニウス・ペヌラは有能では無かったが勇敢であった。しかしグナエウスは無能な上に臆病であり、正面からの攻撃が始まると直ぐに200騎の騎兵と共に脱出を試みた。

## 結果
残されたローマ軍は包囲され、粉砕された。18,000のローマ軍の内、戦場から脱出できたローマ兵はおよそ2,000だったとされる。カルタゴ軍はその後ローマ軍野営地を占領した。ハンニバルの戦法は紀元前217年のゲロニウムの戦いでマルクス・ミヌキウス・ルフスに勝利したものと類似のものであった。

### 古代の記録
- (GRC) Appiano di Alessandria, Historia Romana (Ῥωμαϊκά), VII e VIII.
- (GRC) Polibio, Storie (Ἰστορίαι), VII.
- (GRC) Strabone, Geografia, V.
- (LA) Tito Livio, Ab Urbe condita libri, XXI-XXX.

### 現代の研究書
- Giovanni Brizzi, Storia di Roma. 1. Dalle origini ad Azio, Bologna, Patron, 1997, ISBN 978-88-555-2419-3.
- André Piganiol, Le conquiste dei romani, Milano, Il Saggiatore, 1989.
- Howard H.Scullard, Storia del mondo romano. Dalla fondazione di Roma alla distruzione di Cartagine, vol.I, Milano, BUR, 1992, ISBN 978-88-17-11903-0.